# William Strutt
William Strutt (1756-1830), filateur de coton à Belper, en Angleterre, est aussi ingénieur civil, architecte, inventeur et membre de la Royal Society.

## Biographie
William Strutt est le fils aîné de Jedediah Strutt. Après une formation scolaire limitée, il entra à quatorze ans dans l'entreprise paternelle. Il avait hérité des talents de mécanicien de son père et aurait eu l'idée d'une mule-jenny automatique quelques années avant que Richard Roberts en dépose le brevet en 1830, mais la technologie nécessaire à son fonctionnement n'était pas encore disponible. Quoi qu'il en soit, il s'intéressait au côté technique de l'entreprise tandis que ses frères, Joseph et George Benson, s'occupaient respectivement de l'aspect commercial et de la gestion. La société prit le nom de W.G. and J. Strutt.
William Strutt épousa Barbara, fille de Thomas Evans de Darley Abbey, dont il eut un fils, Edward, qui devint plus tard le premier baron Belper, ainsi que trois filles, Elizabeth, Anne et Frances, et deux autres filles qui moururent en bas âge. En 1779, il fut fait Freeman of Derby et Burgess of the Borough, ce qui en pratique lui permettait de voter au Parlement. Il fut l'un des cofondateurs, avec Thomas Gisborne, Richard French, Erasmus Darwin et d'autres personnalités, de la Société philosophique de Derby, qu'il présida pendant vingt-huit années. En 1817, il fut élu membre de la Royal Society. Il tint également l'office de Deputy Lieutenant (D.L.) du Derbyshire.

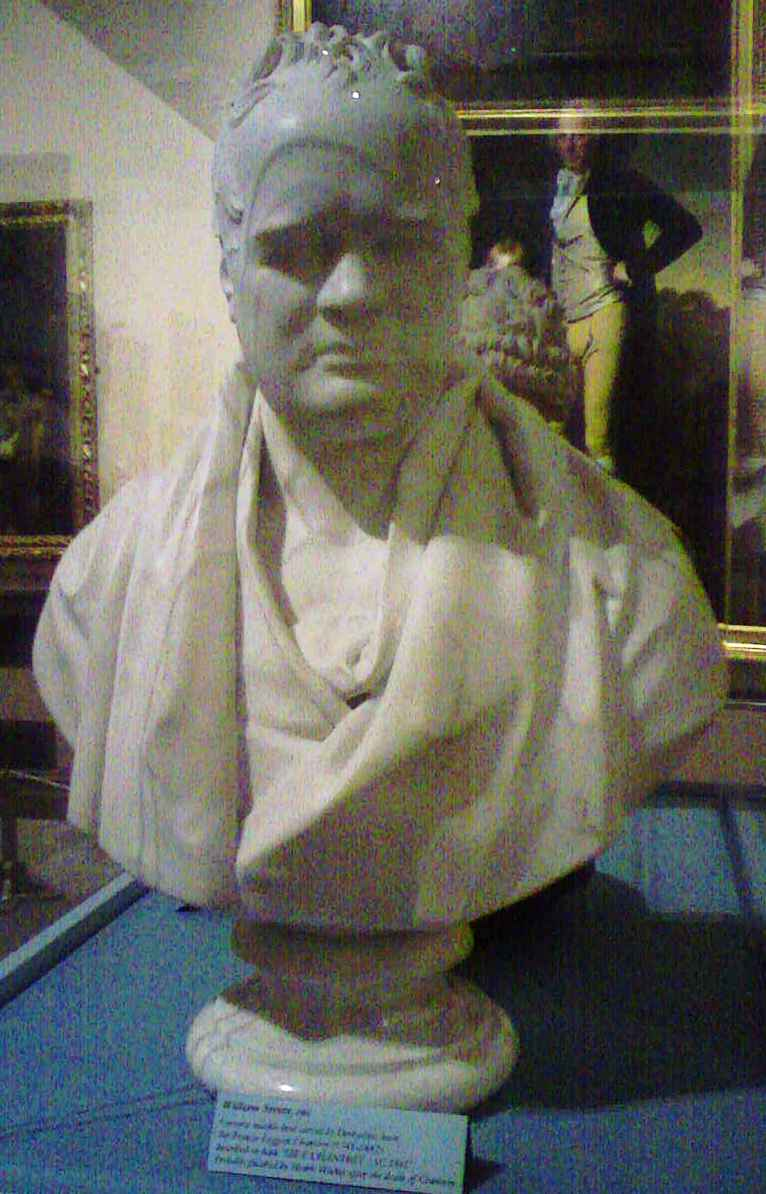
Buste de William Strutt, sculpture de Francis Chantrey, au Derby Museum and Art Gallery.

William Strutt devint un architecte demandé, auquel on doit la conception d'une grande partie des ponts de Derby ainsi que du bâtiment d'origine de l'infirmerie générale du Derbyshire, construit en 1810. L'une de ses préoccupations les plus importantes fut le développement de structures et d'installations résistantes au feu pour l'industrie textile et leur généralisation dans d'autres contextes. L'incendie était l'un des problèmes majeurs dans les usines à charpente de bois du XVIIIe siècle, en particulier dans celles qui travaillaient avec des matériaux inflammables. Quand l'usine de Darley Abbey brûla en 1788, elle fut reconstruite avec des feuilles de fer blanc fixées aux poutres en guise de protection. De nombreux ingénieurs de l'époque travaillaient sur ce problème qui se posait à l'échelle nationale.
William Strutt, qui avait déjà employé la fonte pour les ponts de Derby, l'utilisa d'abord dans la construction d'une fabrique de calicot à Derby et du magasin de Milford (abattu en 1964 pour construire un parc de stationnement), puis de la nouvelle usine ouest, construite en 1795 à Belper. Les planchers faits de carrelage et de plâtre étaient soutenus par des arches en briques étayées par des colonnes de fonte. Les poutres de bois étaient enveloppées de fines feuilles d'acier. Pour réduire le poids, les étages supérieurs étaient soutenus par des pots de terre cuite creux enchâssés dans le plâtre. Avec le moulin à lin de Ditherington (Shrewsbury), qui s'élevait sur cinq niveaux et où les poutres elles-mêmes étaient en fonte, il en vint à construire l'un des premiers bâtiments industriels à structure entièrement métallique. Il utilisa le même principe pour reconstruire l'usine nord de Belper, après l'incendie de 1803. Il construisit plusieurs autres usines à Belper et à Milford, dont la plus remarquable est peut-être Round Mill, « l'usine ronde ». Cet édifice a probablement été influencé par les conceptions de Jeremy Bentham, qui prônait une forme octogonale ménageant un axe de surveillance central.

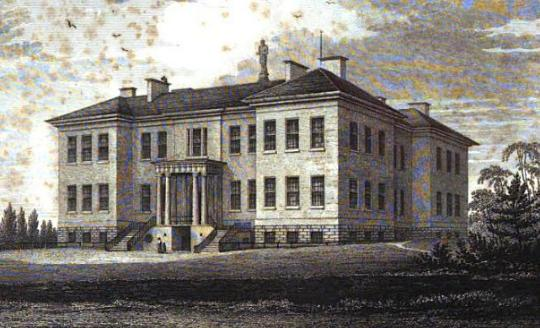
La nouvelle infirmerie conçue par William Strutt pour Derby.

En 1819, William Strutt conçut et réalisa l'infirmerie de Derby, à laquelle il travailla avec son ami Charles Sylvester. Ce dernier a décrit les nouveautés qu'introduisait la conception du bâtiment dans les techniques de chauffage des hôpitaux, ainsi que les dispositifs conçus pour l'amélioration de l'hygiène tels que le nettoyage et la ventilation automatiques des toilettes. Strutt incorpora au bâtiment de nombreux éléments nouveaux, comme la résistance au feu et un mode de chauffage original, qui permettait aux patients de respirer un air réchauffé renouvelé tandis que l'air usé était évacué jusqu'au dôme de verre et d'acier au centre de l'édifice. L'infirmerie était dominée par une statue géante d'Esculape, conçue par William John Coffee. La description par Sylvester des avancées réalisées par Strutt a été un succès à trois niveaux : il a pu lui-même appliquer les innovations accomplies en matière de chauffage dans de nombreux autres projets de construction ; l'infirmerie de Derby a été considérée comme à la pointe de l'architecture européenne, architectes et personnalités en visite sont venus en observer les caractéristiques ; pour finir, l'élection de Strutt à la Royal Society a été soutenue par cinq parrains distingués, dont Marc Isambart Brunel et James Watt.
William Strutt mourut en 1830 et fut enterré dans la chapelle unitarienne de Friargate, à Derby. En 1831, le président de la Royal Society résumait son œuvre en le présentant comme « l'auteur de ces grandes améliorations dans la construction des poêles, et dans la génération et la distribution économiques de la chaleur, qui ces dernières années ont été si généralement et si utilement introduites dans le chauffage et la ventilation des hôpitaux et des bâtiments publics. »